# Saint-Privat-des-Vieux
Saint-Privat-des-Vieux es una comuna francesa situada en el departamento de Gard, en la región de Occitania.

## Demografía
| 1651 | 2020 | 2608 | 3345 | 3892 | 4064 | 5275 |
| Para los censos de 1962 a 1999 la población legal corresponde a la población sin duplicidades (Fuente: INSEE [Consultar]) |      |      |      |      |      |      |